# Phobocampe variabilis
Phobocampe variabilis là một loài tò vò trong họ Ichneumonidae.